# Jan Kubiš

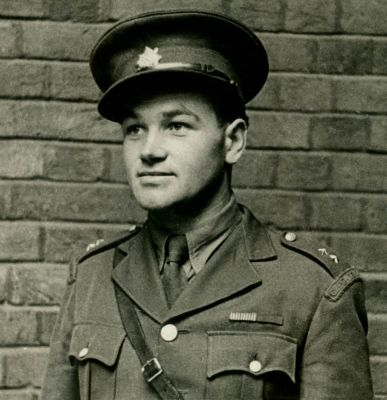
Jan Kubiš

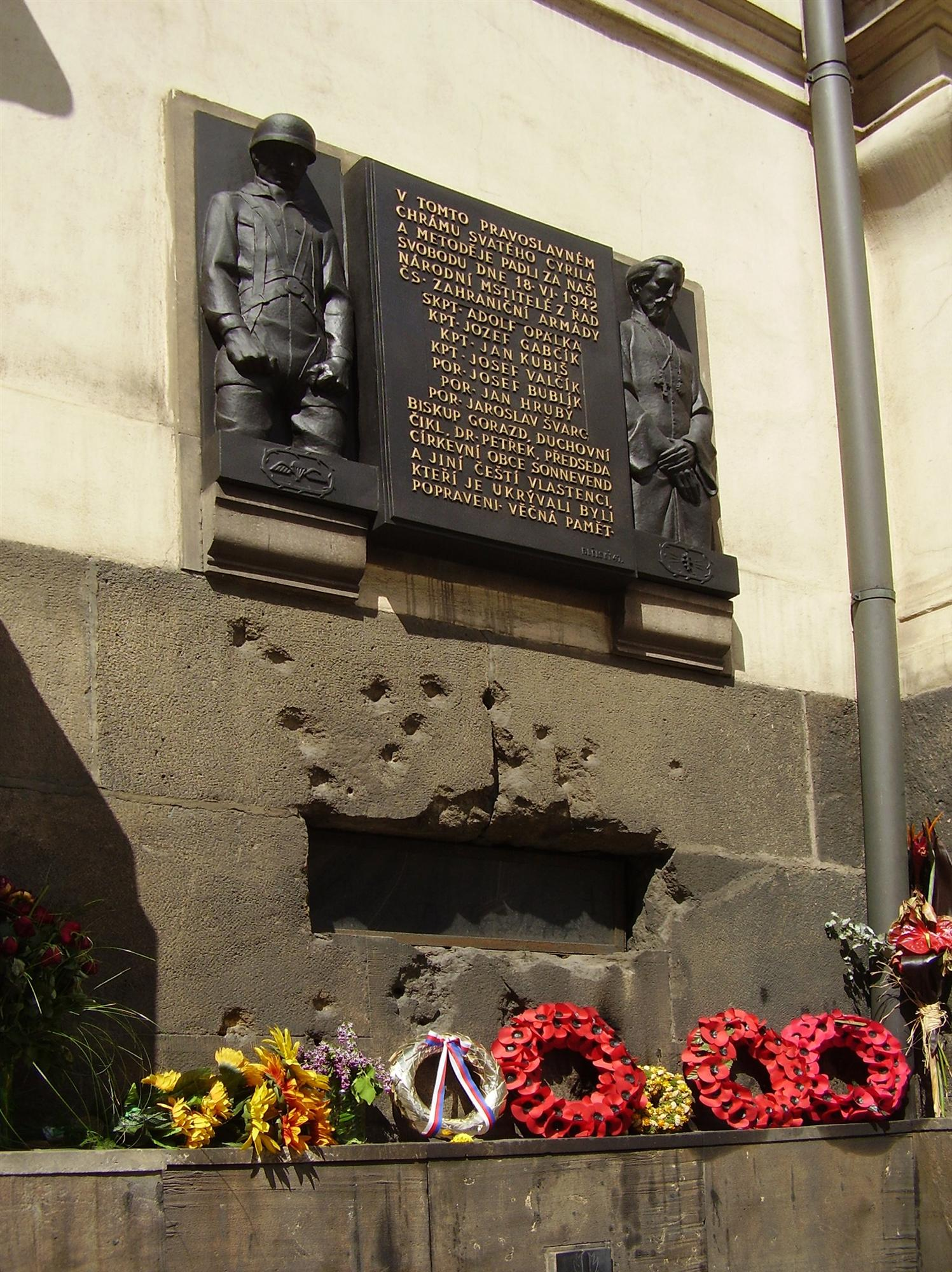
Gedenkplatte an der Cyril und Methodius-Kirche in Prag zur Erinnerung an den letzten Kampf der Attentäter Heydrichs

Jan Kubiš (* 24. Juni 1913 in Dolní Vilémovice bei Třebíč in Mähren; † 18. Juni 1942 in Prag) war ein tschechoslowakischer Soldat und Widerstandskämpfer während des Zweiten Weltkriegs, der am 27. Mai 1942 zusammen mit Jozef Gabčík das Attentat auf Reinhard Heydrich ausführte (siehe Tschechoslowakischer Widerstand 1939–1945). Die Tötung des für zahlreiche NS-Verbrechen verantwortlichen Stellvertretenden Reichsprotektors in Böhmen und Mähren sowie das Attentat auf den SS-Hauptsturmführer August Gölzer vom 7. Februar 1945 waren die zwei einzigen erfolgreichen Anschläge auf führende NS-Funktionäre in der deutsch besetzten Tschechoslowakei.

## Leben
Kubiš wurde in Mähren als Bauernsohn geboren. In den 1930er Jahren trat er der tschechoslowakischen Armee bei. Nach der Zerschlagung der Tschechoslowakei durch das Deutsche Reich 1939 schloss er sich einer Widerstandsgruppe an, wurde bald jedoch von der Gestapo verhaftet. Es gelang ihm, aus der Haft zu fliehen und nach Polen zu emigrieren.
In einem Flüchtlingslager traf Kubiš den slowakischen Unteroffizier Jozef Gabčík, mit dem er später das Attentat auf Heydrich durchführen sollte. Kubiš und Gabčík schlossen sich der Französischen Fremdenlegion an und gelangten so nach Frankreich. 1940 beteiligten sie sich an den Kämpfen um Frankreich und wurden dann über Dünkirchen nach England evakuiert.

## Operation Anthropoid
Kubiš und Gabčík bewarben sich freiwillig beim britischen Special Operations Executive (SOE), um Aufgaben auf dem Gebiet der besetzten Tschechoslowakei auszuführen. Sie wurden als Angehörige der Gruppe Anthropoid am 28. Dezember 1941 über dem sogenannten Protektorat Böhmen und Mähren per Fallschirm abgesetzt, mit der Aufgabe, den Stellvertretenden Reichsprotektor von Böhmen und Mähren, SS-Obergruppenführer und Leiter des Reichssicherheitshauptamts (RSHA) Reinhard Heydrich, bei einem Attentat zu töten.
Am 27. Mai 1942 gelang es Kubiš und Gabčík, das Attentat erfolgreich auszuführen. Es war Kubiš Bombe, die Heydrich schwer verletzte und letztlich zu seinem Tod am 4. Juni 1942 führte. Eine Studie im Jahre 2012 kommt zu dem Schluss, dass die genaue Todesursache Heydrichs bis heute nicht abschließend geklärt sei. Danach ist die bislang häufig vertretene These, Heydrich sei an Gasbrand gestorben, nicht haltbar. In den Morgenstunden des 18. Juni 1942 wurde das Versteck der Attentäter, die Cyrill-und-Method-Kirche in Prag, durch SS-Truppen umzingelt und angegriffen. Die Gestapo hatte Information zum Versteck durch Verrat des ehemaligen Agenten Karel Čurda erhalten. Nach einem ungleichen Kampf mit der SS wurde Kubiš verwundet und starb auf dem Weg ins Krankenhaus. In der Krypta der Kirche befindet sich heute ein Museum, das an den tschechischen Widerstand und das Attentat auf Reinhard Heydrich erinnert.
24 Familienmitglieder von Kubiš, darunter sein Vater und alle seine Geschwister, wurden im Konzentrationslager Mauthausen ermordet.
Ihm zu Ehren wurden mehrere Straßen in der Tschechoslowakei benannt. Im Mai 2009 wurde nach 67 Jahren am Ort des Attentats ein Denkmal für die Mitglieder der Operation Anthropoid errichtet.

## Verfilmungen
Die Ereignisse des Heydrich-Attentats wurden mehrfach verfilmt, unter anderem:
- 1975: Das Sonderkommando (Operation Daybreak), Timothy Bottoms als Jan Kubiš
- 2016: Operation Anthropoid (Anthropoid), Jamie Dornan als Jan Kubiš
- 2017: Die Macht des Bösen (HHhH), Jack O’Connell als Jan Kubiš